# Parafia Najświętszego Serca Pana Jezusa w Janikowie
Parafia pw. Najświętszego Serca Pana Jezusa w Janikowie – rzymskokatolicka parafia w Janikowie należąca do dekanatu barcińskiego w archidiecezji gnieźnieńskiej.

## Rys historyczny
Z powodu dynamicznego rozwoju miasta pod względem demograficznym na początku lat sześćdziesiątych jedyna do tej pory parafia w mieście (pw. św. Jana Chrzciciela) stała się niewystarczająca. W 1965 roku powstał tu ośrodek duszpasterski. Jego siedzibą była kaplica wybudowana w 1925 roku przez pracowników cukrowni. W latach 1978–1979 kaplicę tę rozbudowano do rozmiarów kościoła. 2 lutego 1978 roku Prymas Polski kard. Stefan Wyszyński podniósł dotychczasowy ośrodek duszpasterski do rangi pełnoprawnej parafii. 2 kwietnia 1978 roku świątynia została poświęcona przez bp. Jana Czerniaka. W 1982 roku na ścianie prezbiterium została ułożona mozaika z 75 000 kawałków przedstawiająca modlącego się Jezusa. W 1987 roku z terenu wspólnoty wydzielono trzecią parafię w Janikowie (pw. bł. Michała Kozala). Pełnej konsekracji 15 września 2013 roku dokonał Prymas Polski abp Józef Kowalczyk.
Dokumenty
Księgi metrykalne: 
- ochrzczonych od 1965 roku
- małżeństw od 1965 roku
- pogrzebów od 1965 roku

## Zasięg parafii
- Ulice Janikowa na obszarze parafii: Cicha, Kasprowicza, 1 Maja, Polna, Powstańców Wlkp., Prusa, Rybacka, Sieczkowicka, Szkolna, Topolowa, Ustronie, Wałowa, Wiejska Jana z Ludziska.
- Inne miejscowości: Kołuda Mała, Sielec, Węgierce.

## Proboszczowie
- ks. Franciszek Resiak (1978–1979)
- ks. Andrzej Stawicki (1979–2002)
- ks. kan. Antoni Michalak (2002-2023)
- ks. Stanisław Goc (od 2023)